# Кубок Англії з футболу 1889—1890
Кубок Англії з футболу 1889—1890 — 19-й розіграш найстарішого футбольного турніру у світі, Кубка виклику Футбольної Асоціації, також відомого як Кубок Англії. Вчетверте титул здобув Блекберн Роверз.

## Перший раунд
| Дата                  | Господарі               | Рахунок                                          | Гості                  |
| --------------------- | ----------------------- | ------------------------------------------------ | ---------------------- |
| 18 січня              | Престон Норт-Енд        | 6:1                                              | Ньютон-Гіт             |
| 18 січня              | Сток                    | 3:0                                              | Олд Вестмінстер        |
| 18 січня              | Блекберн Роверз         | 4:2                                              | Сандерленд             |
| 18 січня              | Венсдей                 | 6:1                                              | Свіфтс                 |
| 18 січня              | Бутл                    | 1:3 («Сандерленд Альбіон» було дискваліфіковано) | Сандерленд Альбіон     |
| 18 січня              | Болтон Вондерерз        | 10:2                                             | Дістіллері             |
| 18 січня              | Аккрінгтон              | 3:1 (результат скасовано)                        | Вест-Бромвіч Альбіон   |
| 25 січня Перегравання | Аккрінгтон              | 3:0                                              | Вест-Бромвіч Альбіон   |
| 18 січня              | Саут Шор                | 2:4                                              | Астон Вілла            |
| 18 січня              | Вулвергемптон Вондерерз | 2:0                                              | Олд Картузіанс         |
| 18 січня              | Дербі Мідленд           | 3:0                                              | Ноттінгем Форест       |
| 18 січня              | Лінкольн Сіті           | 2:0                                              | Честер                 |
| 18 січня              | Евертон                 | 11:2                                             | Дербі Каунті           |
| 18 січня              | Ньюкасл Вест Енд        | 1:2                                              | Грімсбі Таун           |
| 18 січня              | Бірмінгем Сент-Джорджс  | 4:4                                              | Ноттс Каунті           |
| 25 січня Перегравання | Ноттс Каунті            | 6:2                                              | Бірмінгем Сент-Джорджс |
| 18 січня              | Смол Гіт                | 3:1                                              | Клептон                |
| 18 січня              | Шеффілд Юнайтед         | 2:1                                              | Бернлі                 |

## Другий раунд
До другого раунду увійшли переможці першого раунду.
| Дата     | Господарі               | Рахунок | Гості           |
| -------- | ----------------------- | ------- | --------------- |
| 1 лютого | Престон Норт-Енд        | 1:0     | Лінкольн Сіті   |
| 1 лютого | Сток                    | 4:2     | Евертон         |
| 1 лютого | Ноттс Каунті            | 4:1     | Астон Вілла     |
| 1 лютого | Блекберн Роверз         | 3:0     | Грімсбі Таун    |
| 1 лютого | Венсдей                 | 2:1     | Аккрінгтон      |
| 1 лютого | Бутл                    | 2:1     | Дербі Мідленд   |
| 1 лютого | Болтон Вондерерз        | 13:0    | Шеффілд Юнайтед |
| 1 лютого | Вулвергемптон Вондерерз | 2:1     | Смол Гіт        |

## Третій раунд
До третього раунду увійшли переможці другого раунду. 
| Дата                   | Господарі               | Рахунок                   | Гості            |
| ---------------------- | ----------------------- | ------------------------- | ---------------- |
| 15 лютого              | Престон Норт-Енд        | 2:3                       | Болтон Вондерерз |
| 15 лютого              | Бутл                    | 0:7                       | Блекберн Роверз  |
| 15 лютого              | Венсдей                 | 5:0 (результат скасовано) | Ноттс Каунті     |
| 22 лютого Перегравання | Венсдей                 | 2:3 (результат скасовано) | Ноттс Каунті     |
| 3 березня Перегравання | Венсдей                 | 2:1                       | Ноттс Каунті     |
| 15 лютого              | Вулвергемптон Вондерерз | 4:0 (результат скасовано) | Сток             |
| 22 лютого Перегравання | Вулвергемптон Вондерерз | 8:0                       | Сток             |

## Півфінали
У півфіналах зіграли команди, що перемогли на попередньому етапі.
| Дата      | Господарі       | Рахунок | Гості                   |
| --------- | --------------- | ------- | ----------------------- |
| 8 березня | Блекберн Роверз | 1:0     | Вулвергемптон Вондерерз |
| 8 березня | Венсдей         | 2:1     | Болтон Вондерерз        |

## Фінал
| 29 березня 1890 |

| Блекберн Роверз                                               | 6:1      | Венсдей     |
| ------------------------------------------------------------- | -------- | ----------- |
| Таунлі 6', 38', 70' Волтон 26' Джек Саутворт 44' Лофтгауз 85' | Протокол | Мамфорд 53' |

| Кеннінгтон Овал, Лондон Глядачів: 20 000 Арбітр: Майор Френсіс Мариндін |